# Dunajec (Ukraina)
Dunajec (ukr. Дунаєць, Dunajeć) – wieś na Ukrainie, w obwodzie lwowskim, w rejonie stryjskim, w hromadzie Hnizdyczów.

## Historia
Pod koniec XIX wieku wieś należała do w powiatu żydaczowskiego.
W latach 1944–2020 należała do rejonu żydaczowskiego.